# Гендриков, Степан Александрович
Граф Степан Александрович Гендриков (1832—1901) — русский действительный тайный советник, обер-церемониймейстер и последний обер-форшнейдер из графского рода Гендриковых.

## Биография
Сын действительного тайного советника и обер-шенка графа Александра Ивановича Гендрикова  (1807—1881) от его брака с фрейлиной двора княжной Прасковьей Александровной Хилковой (1802—1843). По отцу праправнук генерал-аншефа и племянника императрицы Екатерины І графа И. С. Гендрикова; по матери внук князя А. Я. Хилкова. Его братья — Дмитрий  (1831—1898; генерал-лейтенант), Василий (1857—1912; обер-церемониймейстер), Александр (1827—1851; поручик) и сестра Анна (1830—1886), жена рязанского губернатора Н. А. Болдарева.
В службе в офицерских чинах  с 1850 года после окончания  Пажеского корпуса. В 1858 году пожалован в звание камер-юнкеры, в 1863 году в церемониймейстеры. В 1866 году произведён в действительные статские советники, состоял при Министерстве внутренних дел, член Капитула Императорских и царских орденов — церемониймейстер при ордене Святого Станислава. В 1877 году произведён в тайные советники и в чин обер-церемониймейстера Императорского двора (имел статус 2-го обер-церемониймейстера), член Капитула Императорских и царских орденов — церемониймейстер при ордене Святой Екатерины, числился во вторых чинах двора.
С 1882  по 1901 годы был обер-форшнейдером, в 1891 году после производства в действительные тайные советники находился в числе первых чинов двора.   Был награждён всеми российскими орденами вплоть до ордена Александра Невского высочайше пожалованного ему 14 мая 1896 года. Скончался в 1901 году и был похоронен в семейной усыпальнице графов Гендриковых — усадьбе Графское Волчанского уезда.
Был хозяином сахарного завода в селе Рубежное. По заказу графа, его построила немецкая акционерная компания в 1850 году.

## Семья
Жена (с 11 июля 1858 года; Висбаден) — Ольга Игнатьевна Шебеко (1836—1904), дочь камергера  Игнатия Францевича Шебеко (ум. 1869) от брака его с Елизаветой Сергеевной Трухачевой (1810-1893); сестра Варвары и Николая Шебеко. Красавица Гендрикова была одной из львиц петербургского света. Согласно воспоминаниям Е. Феоктистова, проигравшаяся в пух и прах в казино в Бадене графиня Гендрикова согласилась за деньги устроить (через свою сестру) свидание князю А. Барятинскому с княжной Е. М. Долгоруковой, для лоббирования его интересов при распределении железнодорожных концессий среди подрядчиков. По словам А. Б. Богданович, графиня Гендрикова была в числе кандидаток в фаворитки императора Александра II, он за ней ухаживал, но потом бросил, она стала ему надоедать. Рассердившись, графиня начала везде ругать государя, называть его «un vieux ramolli» (старым маразматиком), тогда в январе 1880 года «высочайшим повелением» её выслали из Петербурга в 24 часа. Дети:
- Александр (1859—1919), полковник.
- Владимир (ум. 1901), церемониймейстер Императорского двора.